# DS Divine
La DS Divine est un concept de berline compacte exposé pour la première fois au concours d’élégance de Chantilly le 7 septembre 2014. Elle annoncerait la remplaçante de la DS 4.

## Présentation
Présentée d'abord au concours d’élégance de Chantilly le 7 septembre 2014 puis le mois suivant au Mondial de Paris, la Divine a pour objet de représenter « l’essence même de ce qu’est et sera DS », pour reprendre les termes du directeur général de la marque Yves Bonnefont. Cela a conduit la presse à penser qu'elle pourrait préfigurer la remplaçante de la DS 4.

## Style
Long de 4,21 m pour une largeur de 1,98 m, le véhicule affiche un style complexe qui se veut puissant et personnel, tout en reprenant les codes habituels de la marque, comme les LED incrustées de diamants Swarovski, ou la calandre « DS Wings » avec ses deux pattes de chrome qui viennent souligner les phares. Le profil est marqué par quatre portes en élytres à ouverture antagoniste, tandis que le pavillon reçoit un traitement en écailles semi-transparentes,. L'arrière présente des feux rétractables et une lunette au dessin compartimenté, dépourvue de surface vitrée. C'est au designer Damien Fressard qu'on doit ce dessin extérieur.
À l'intérieur, la console centrale est couverte d'or blanc, les boutons sont faits en pierres précieuses et les quatre sièges indépendants sont habillés de cuir tanné par la marque Seton (en). L'habitacle offre en outre la possibilité de permuter en quinze minutes entre trois ambiances, « TheMale », « Fatale Punk » et « Parisienne Chic », qui chacune jouent sur les matières avec notamment des inserts de carbone, des diamants Swarovski encore, et un satin de soie brodé de perles et de cristaux réalisé par la maison de couture Lesage.

## Mécanique
Basée sur la plateforme EMP2 du groupe PSA, la Divine est animée par le moteur 1,6 L THP de la Peugeot RCZ R, qui développe 270 ch à 6 000 tr/min et 330 N m de 1 900 à 5 500 tr/min. Comme la plupart des concept-cars PSA, elle est capable de prendre la route, et a notamment pu être vue en tête d'un cortège de Citroën et DS dans Paris, à l'occasion de l’évènement « DS Week » en mai 2015.

## Galerie

DS Divine au Mondial de l'automobile de Paris 2014
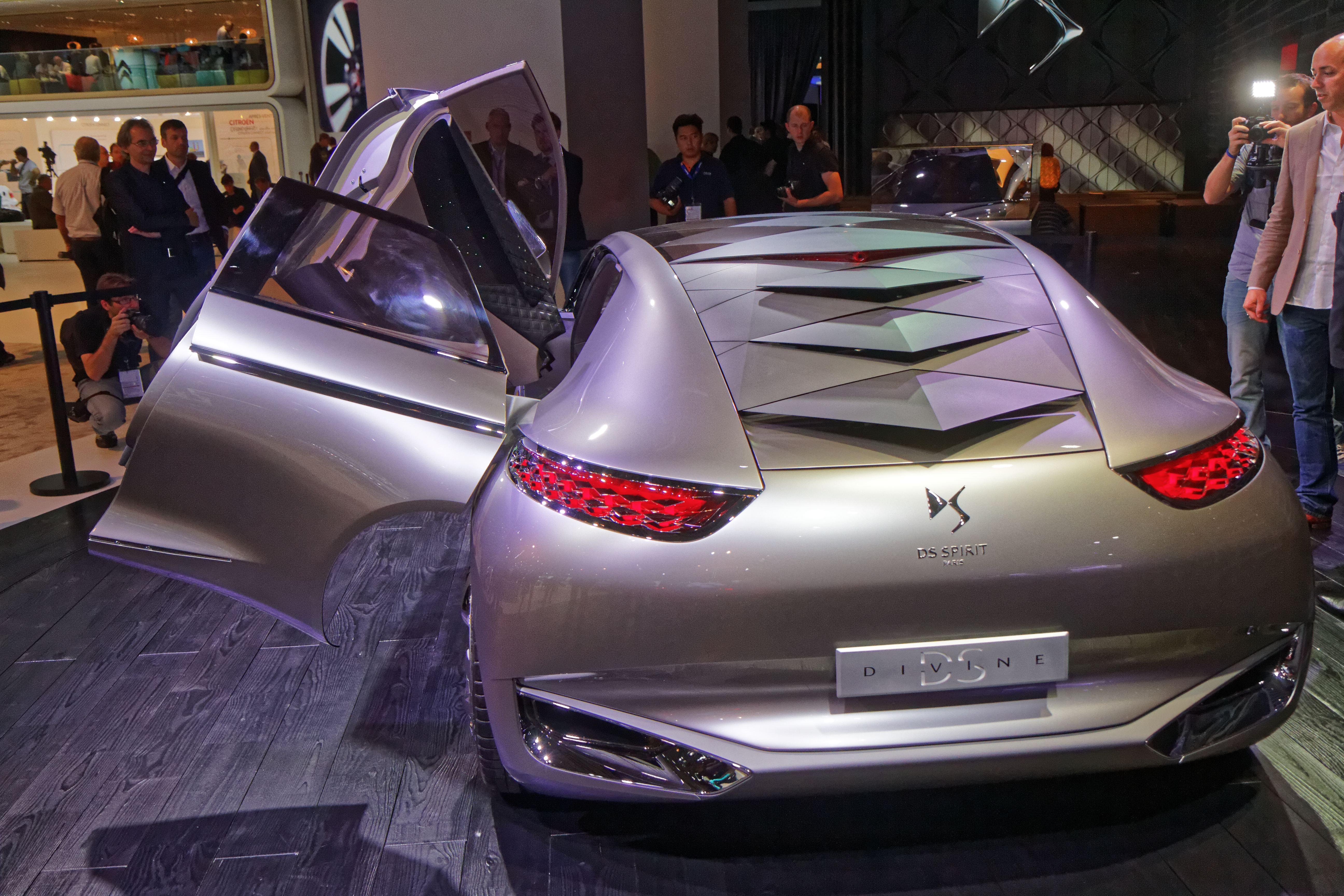
Vue de l'arrière.
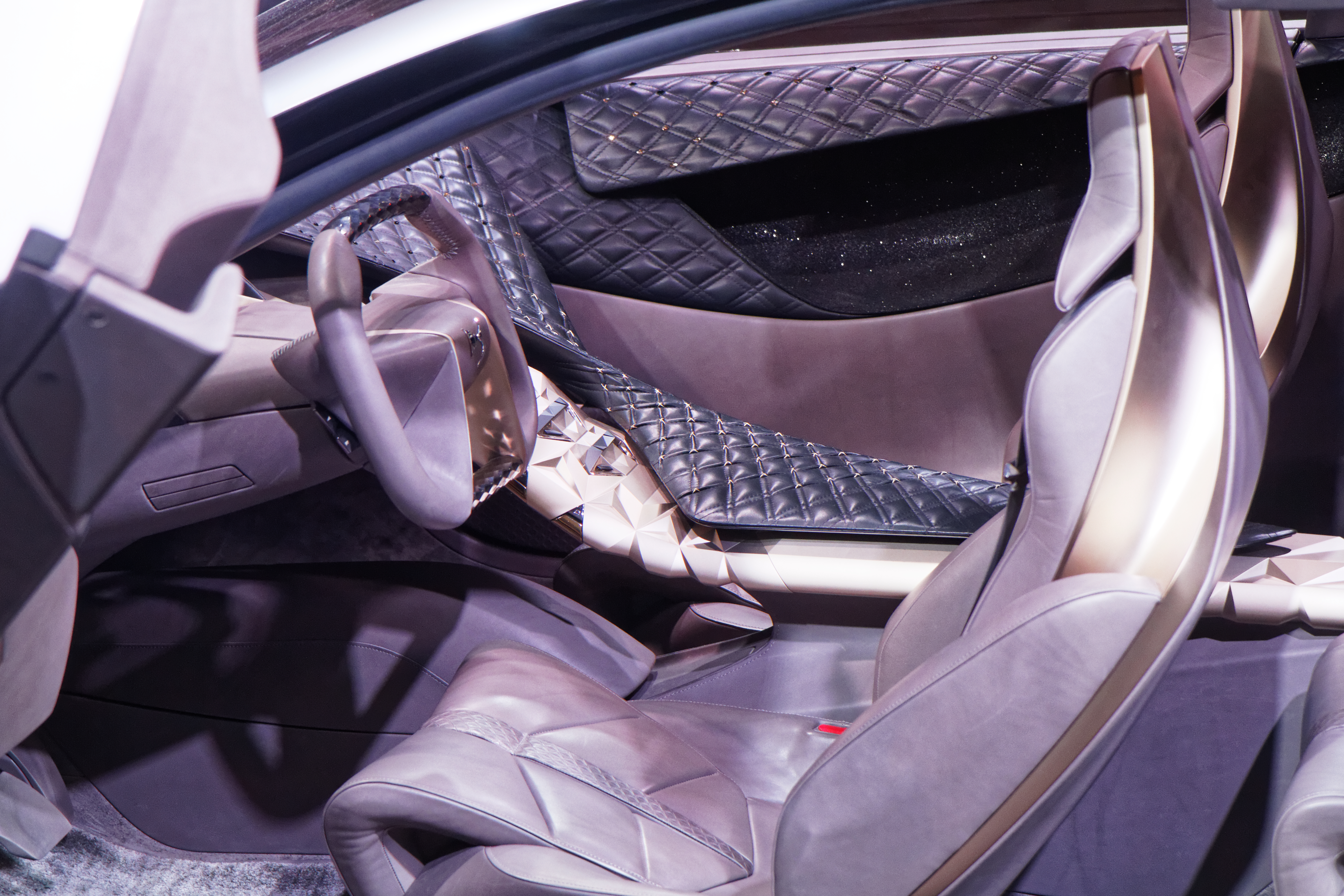
Vue de l'intérieur.
- Vue en mouvement.